# Santa Maria de Cornudella
Santa Maria de Cornudella és una església de Cornudella de Montsant (el Priorat) declarada Bé Cultural d'Interès Nacional.

## Descripció
És una construcció de planta aproximadament rectangular de 40 x 19 m, d'una sola nau. És coberta per volta de mig punt amb llunetes, reforçada per contraforts i arcs faixons. A cada costat hi ha 4 capelles laterals intercomunicades, de sostre més baix i cobertes per volta de mig punt. A mitja nau hi ha doble columna que permet l'accés a sengles trones. L'exterior és de carreu, i la façana presenta dues falses columnes que emmarquen la porta i suporten un frontó triangular sota el que hi ha un fris amb tríglifs i mètopes. Sobre la porta, amb data 1615, s'obre un rosetó. Hi ha dos robustos campanars, als peus, de planta quadrada i de coberta piramidal. Disposa d'una porta lateral. L'interior no té massa valor, exceptuades unes pintures a l'arc triomfal (1762) i al sostre representant la coronació de la Mare de Déu. Als murs laterals sengles pintures representant l'adoració dels pastors i dels tres reis (1763). Al costat esquerre s'obre la capella del Santíssim, amb una porta i un reixat. És de planta de creu llatina, cobertes de mig punt amb llunetes i cúpula. Al presbiteri coberta nervada pentapartida i clau. A les petxines hi ha quatre teles interessants i el baptisteri amb pica baptismal. És interessant la porta principal de quarterons.

## Història
L'església s'atribueix a Jaume Amigó (1570), però amb més fonament a Pere Blai (1599). Pere Blai va cobrar 10.000 lliures per la feina. Hi hagué entrebancs en la construcció. La façana fou executada per Julià Enrich per 115 lliures. Sembla que l'obra es conclogué pel juliol de 1626. La capella del Santíssim fou aixecada cap al 1734 per Joan Bové. L'església fou saquejada el 1650 pels francesos. El 1762 es bastí l'altar major, d'estil plateresc, desaparegut quan la guerra civil. El temple fou estucat l'agost de 1850. El 1875, per ordre de les autoritats locals el temple fou convertit en fortalesa i el culte traslladat a la capella de la Mare de Déu del Pilar. L'església fou incendiada el 1936. Posteriorment s'hi han afegit unes pintures sense valor artístic però molt apreciades pel poble per motius sentimentals. L'autor Pere Blai, nascut al segle xvi i mort el 1620, fou un arquitecte que col·laborà amb Jaume Amigó i introduí el Renaixement a Catalunya. A part el temple de Cornudella, col·laborà en les obres de la catedral de Tarragona i cal destacar la seva obra més famosa, la part renaixentista del Palau de la Generalitat de Catalunya a Barcelona.